# Schlacht von Maiwand
Ali Masjid – Peiwar Kotal – Kam Dakka – Kabul – Charasiab – Sherpur Cantonment – Ahmed Khel – Maiwand – Kandahar

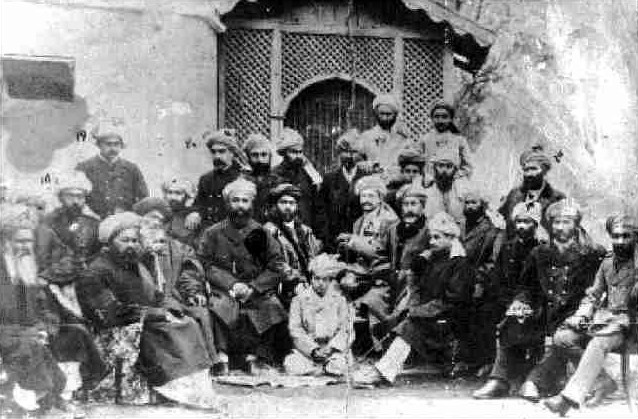
Afghanen nach dem Sieg

Die Schlacht von Maiwand war eine militärische Auseinandersetzung am 27. Juli 1880 zwischen der Britischen Armee und afghanischen Kriegern  im Zweiten Anglo-Afghanischen Krieg.

## Vorgeschichte
Nach der Kriegserklärung waren britische Truppen am 21. November 1878 in Afghanistan einmarschiert und hatten Kabul, Kandahar, Dschalalabad und Chost besetzt.
Der afghanische Emir Schir Ali floh, auf russische Hilfe hoffend, nach Masar-e Scharif, starb aber bereits im Februar 1879. Sein Sohn und Nachfolger Mohammed Yakub konnte sich nicht lange halten, und deshalb folgte ihm sein von den Briten unterstützter Neffe Abdur Rahman auf den Thron nach. Nach dem Vertrag von Gandamak bestimmten die Briten die Außenpolitik Afghanistans und kontrollierten das Land mit Garnisonen.
Herat lag allerdings außerhalb effektiver britischer Kontrolle und im Frühjahr 1880 mehrten sich Anzeichen, dass der dortige Herrscher Ayub Khan Truppen zusammenzog.
Am 21. Juni 1880 erhielten die Briten Kenntnis, dass diese 6000 bis 8000 Mann starke Armee am 15. Juni Richtung Kandahar abmarschiert war.
Bis zum 11. Juli waren, in Erwartung des afghanischen Angriffs, am Hilmend unter Brigadier George Burrows 2599 Soldaten und sechs Kanonen zusammengezogen worden. Sie vereinigten sich dort  mit einer afghanischen Armee von mehr als 6000 Mann und sechs Kanonen unter dem Kommando von Sher Ali.  Die Loyalität dieser Truppen wurde aber von beiden Befehlshabern zunehmend angezweifelt. Noch bevor sie entwaffnet werden konnten, meuterten ihre Infanterie und Artillerieeinheiten und zogen los, um sich Ayub Khans Armee anzuschließen. Bei der Verfolgung der Meuterer konnten die Geschütze erobert werden. 
Ayub Khan war Burrows nun zahlenmäßig überlegen, und letzterer beschloss, sich auf einen Straßenknoten bei Kuschk-i-Nachud zurückzuziehen. Ein Rückzug auf das befestigte Kandahar hätte Ayub Khan die Möglichkeit gelassen, sich frei im Land zu bewegen. Burrows beschloss, die Kavallerievorhut der Afghanen zu schlagen, bevor die feindliche Hauptmacht herankommen konnte.

## Verlauf

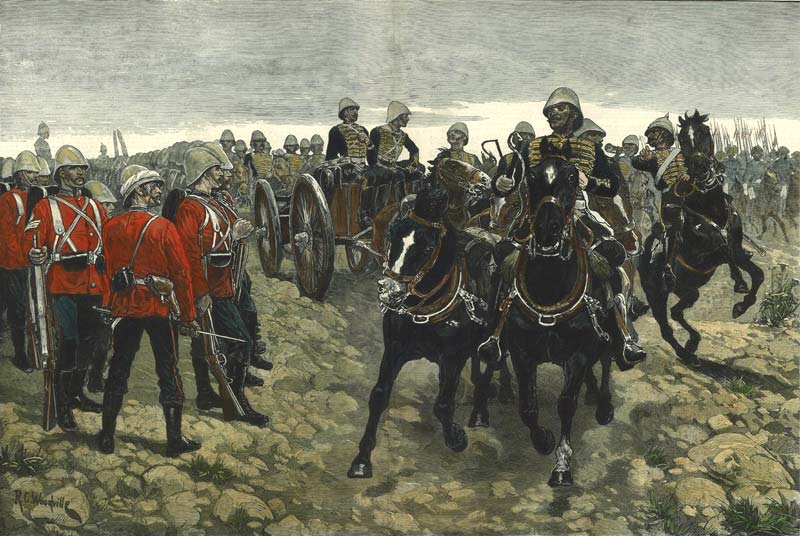
Britische Einheiten vor der Schlacht von Maiwand

Am 26. Juli berichtete die britische Aufklärung, dass die feindliche Vorhut Maiwand erreicht habe und der Rest der Armee am nächsten Tag eintreffen und 10.500 Mann mit 34 Kanonen umfassen würde. Burrows schenkte den Nachrichten keinen Glauben. Am Morgen des 27. Juli marschierte die britische Brigade nach Maiwand ab, wo die Aufklärung feststellte, dass die afghanische Hauptarmee tatsächlich nur noch zwei Stunden entfernt sei. 
Für einen Rückzug war es nun zu spät, da die feindliche Armee sonst auf Grund ihrer höheren Schnelligkeit Kandahar hätte besetzen können. 
2599 Briten mit 18 Kanonen standen 8500 Afghanen mit 30 Kanonen gegenüber, denen sich zusätzlich noch zahlreiche Stammeskrieger aus der Umgebung anschlossen.
Die Briten waren bei den Infanteriewaffen technisch weit überlegen, während sie bei der Artillerie unterlegen waren. Burrows rückte von Süden nach Norden vor und ließ den Tross von Truppen gesichert im Dorf Mahmudabad. Westlich von Mahmudabad verlief eine Schlucht von Südwesten nach Nordosten und bog dann in nordwestlicher Richtung ab. Die Briten überquerten die Schlucht kurz hinter Mahmudabad in nordwestlicher Richtung. Etwas über einen Kilometer hinter ihr nahmen ihre Geschütze Stellung und feuerten ab 10 Uhr 45 auf die afghanische Kolonne. Die Infanterie ging rechts und links der Artillerie in zwei Linien in Stellung.  Die Kavallerie nahm an der rechten Flanke in Kolonnen Aufstellung. Vier Kompanien Infanterie verblieben als Reserve. Den Briten war es gelungen, in diesem Begegnungsgefecht als erste Aufstellung zu nehmen und das Feuer zu eröffnen. 
Die Afghanen hatten die Briten nach links über die Schlucht gehen sehen und schwenkten ihrerseits nach rechts. Ayub Khan erkannte, dass die feindliche Defensivstellung auf dem offenen Gelände auf beiden Flanken verwundbar war, und befahl die Kavallerie an seine rechte Flanke und irreguläre Infanterie sowie Stammeskrieger an seine linke  Flanke, wo sie in der nach Nordwesten abknickenden Schlucht Stellung nahmen. In der Mitte positionierte er reguläre Infanterie, um die Linie intakt zu halten. Eine halbe Stunde nach Feuereröffnung griff die überlegene afghanische Artillerie in den Kampf ein und beschoss die britische Linie.
Kurz nach Mittag griffen die Stammeskrieger die rechte Flanke der Briten an, wurden aber von deren mit überlegenen Gewehren ausgestatteter Infanterie zurückgeschlagen und mussten in der Schlucht Schutz suchen. 
Auf der anderen Seite bedrohte die afghanische Kavallerie die linke Flanke der Briten. Die zwei am äußersten stehenden Infanteriekompanien schwenkten ein wenig nach innen und wurden von der Reserve verlängert, um der Gefahr zu begegnen. Das Feuer der Briten zwang die Kavallerie, außer Reichweite zu bleiben. Die afghanische Artillerie rückte währenddessen näher ans Kampfgeschehen heran. Zeitgleich marschierten die regulären Infanterieregimenter des Zentrums in Kolonnen auf die Mitte der britischen Linie vor. Burrows ließ Infanterie vorgehen, um die Aufstellung der afghanischen Kolonnen mit Salvenfeuer zu verhindern.  Die überlegene Reichweite ihrer Gewehre zwang die Afghanen unter schweren Verlusten außer Reichweite. 
Nun gruppierten die Afghanen ihre Truppen um und führten die Artillerie näher an den Kampf heran, sammelten Infanterie im Zentrum und bedrohten zur Ablenkung weiterhin die Flanken der Briten. Gleichzeitig griffen irreguläre Kräfte die zum Schutz des Trosses zurückgelassenen Briten an und banden sie. Um 13 Uhr 30 ging den ersten britischen Geschützen die Munition aus. Ein Kavallerieangriff auf der linken Flanke konnte zurückgeschlagen werden. Ab 14 Uhr erstarb das afghanische Artilleriefeuer.
Um 14 Uhr 30 griffen irreguläre Afghanen aus der Schlucht das Zentrum und die linke Flanke an. Der linke Flügel der Briten begann sich aufzulösen, und die Artillerie verließ das Schlachtfeld. Das Zentrum begann ebenfalls zu wanken. Ein von Burrows angeordneter Kavallerieangriff wurde abgewehrt, und die Reiter zogen sich auf Mahmudabad zurück. Die britische Verteidigung brach zusammen, und die Einheiten zogen sich auf Mahmudabad und Chik zurück. Einhundert Mann des 66th (Berkshire) Regiment of Foot stellten sich in den Obstgärten bei Chik zum Kampf und wurden bis auf den letzten Mann getötet.
Die Briten flüchteten Richtung Kandahar und mussten große Verluste hinnehmen, die jedoch noch größer gewesen wären, wenn die Afghanen nicht innegehalten hätten, um zu plündern.
Die Briten hatten 1757 Tote und 175 Verwundete zu beklagen und verloren große Mengen an Versorgungsgütern und Munition. Die Afghanen verloren 1250 reguläre Soldaten und zwischen 800 und 1500 irreguläre Kämpfer.

## Folgen
Obwohl Ayub Khan einen Sieg errungen hatte, verfehlte er doch sein Ziel, Kandahar einzunehmen. Hätte er Burrows mit seiner Vorhut gebunden, hätte er mit seiner Hauptarmee Kandahar besetzen können. Selbst nach seinem Sieg ließ er acht Tage verstreichen, bevor er zur Belagerung vor Kandahar erschien, dessen Verteidigung bis dahin besser organisiert war.
Die Briten hatten den Fehler begangen, ihre Truppen auf Kandahar, Helmand und Kalat zu verteilen, anstatt sie gegen Ayub Khan in Herat einzusetzen. Als sie endlich ihre Truppen zusammengeführt hatten, besiegte General Frederick Roberts Ayub Khan am 2. September in der Schlacht von Kandahar. Die Briten sahen jedoch ein, dass es für die Durchsetzung ihrer politischen Interessen keine militärische Lösung gab, und zogen sich bald darauf aus Afghanistan zurück.  
Die katastrophalen Niederlagen bei Maiwand und in der Schlacht bei Isandhlwana gegen als unterlegen empfundene Gegner riefen in Großbritannien ein großes Echo hervor.

## Rezeption
In Arthur Conan Doyles Eine Studie in Scharlachrot wird erwähnt, dass Dr. Watson im 66th (Berkshire) Regiment of Foot bei Maiwand an der Schulter verwundet wurde.
In Afghanistan wird die junge Frau Malalai, die die paschtunische Seite anfeuerte und während der Schlacht fiel, als Volksheldin verehrt.